# Kedungpani
Kedungpani is een bestuurslaag in het regentschap Semarang van de provincie Midden-Java, Indonesië. Kedungpani telt 5722 inwoners (volkstelling 2010).